# Михайловский сельсовет (Ленинский район)
Михайловский сельсовет — упразднённая административно-территориальная единица, существовавшая на территории Московской губернии и Московской области до 1984 года.
Аннинский сельсовет был образован в первые годы советской власти. По данным 1924 года он входил в состав Ленинской волости Московского уезда Московской губернии.
В 1929 году Аннинский с/с был отнесён к Ленинскому району Московского округа Московской области. При этом к нему был присоединён Михайловский с/с бывшей Сухановской волости Подольского уезда.
22 июля 1958 года к Аннинскому с/с был присоединён Щибровский с/с.
28 июля 1960 года Ленинский район был упразднён, а на части его территории был образован Ульяновский район, в состав которого вошёл и Аннинский с/с.
14 июня 1961 года центр Аннинского с/с был перенесён в селение Михайловское, а сам сельсовет был переименован в Михайловский.
26 декабря 1962 года Ульяновский район был переименован в Ленинский сельский, в состав которого вошёл Михайловский с/с. 
21 ноября 1964 года Ленинский сельский район был переименован в Ленинский, в состав которого вошёл Михайловский с/с.
17 февраля 1984 года часть территории Михайловского с/с в составе посёлка ВИЛР, селений Берёзкино, Битца, Гавриково, Качалово, Михайловское, Новокурьяново, Новоникольское, Поляны, Потапово, Староникольское, Чернево и Щиброво была передана в Советский район Москвы.
25 октября 1984 года Михайловский с/с Ленинского района Московской области был упразднён. При этом посёлок Дубровский, часть селения Битца, территория гарнизона «Остафьево» и часть бывшего рабочего посёлка Бутово были переданы в Булатниковский с/с, а селение Язово — в Сосенский с/с.
11 декабря 1985 года Михайловский сельсовет Советского района Москвы был упразднён, а его территория включена в районную черту Советского района Москвы.